# الدروود مانور (واشنگتون)
الدروود مانور، واشینگتن (به انگلیسی: Alderwood Manor, Washington) یک منطقهٔ مسکونی در ایالات متحده آمریکا است که در ایالت واشینگتن واقع شده‌است.

## خصوصیات
الدروود مانور ۱۲٫۴ کیلومترمربع مساحت و ۸٬۴۴۲ نفر جمعیت دارد و ۱۲۹ متر بالاتر از سطح دریا واقع شده‌است.